# 조한천
조한천(趙漢天, 1942년 12월 18일 ~ )은 대한민국의 정치인이다. 제15·16대 국회의원을 지냈다. 본관은 평양.

## 학력
- 이원국민학교 졸업
- 서산중학교 졸업
- 인천고등학교 졸업
- 고려대학교 정치외교학과 졸업
- 경희대학교 경영행정대학원 노사관리학과 석사
- 미국 하버드대학교 경영대학원 노동교육과정 수료
- 인천대학교 행정대학원
- 연세대학교 행정대학원
- 고려대학교 컴퓨터과학기술대학원

## 경력
- 한국노총 정책본부장
- ROTC중앙회 제8대 부회장
- 새천년민주당 노동특별위원회 위원장
- 새천년민주당 총재특보
- 대통령 직속 중소기업특별위원회 위원장
- 인성장학회 회장
- 새천년민주당 인천시지부장
- 새천년민주당 당무위원

## 역대 선거 결과
|  | 58.96% |

|  | 39.56% |

|  | 11.49% |

|  | 13.46% |

## 같이 보기
- 서구 (인천 선거구)
- 서구·강화군 갑
- 인천 서구의 국회의원
- 강화군의 국회의원